# Zemský okres Borken
Zemský okres Borken (německy Kreis Borken) je zemský okres v německé spolkové zemi Severní Porýní-Vestfálsko, ve vládním obvodu Münster. Sídlem správy okresu je město Borken. V roce 2014 zde žilo 365 191 obyvatel. Zemský okres sousedí s Nizozemskem.

## Města a obce
| Města: 1. Ahaus 2. Bocholt 3. Borken 4. Gescher 5. Gronau 6. Isselburg 7. Rhede 8. Stadtlohn 9. Velen 10. Vreden | Obce: 1. Heek 2. Heiden 3. Legden 4. Raesfeld 5. Reken 6. Schöppingen 7. Südlohn |